# Torre Druso
La Torre Druso o più propriamente Torre Treuenstein (Gscheibter Turm o Treuenstein in tedesco) è una torre cilindrica che sorge nel quartiere di Gries a Bolzano. È alta 20,10 metri ed ha un diametro interno di m 4,30. Alla sua base ci sono tracce di un muro di cinta. Si caratterizza per i merli a coda di rondine e per le strette feritoie.

## Storia
Deve il nome italiano a una mistificazione seicentesca del padre francescano Ferdinand Troyer di Bolzano (1648: Cronica der Stadt Bozen), secondo il quale si tratterebbe di una fortificazione fatta costruire da Druso maggiore, mito abilmente ripreso nel Novecento dal nazionalista italiano Ettore Tolomei.
In verità si tratta di una costruzione del primo XIII secolo, menzionata la prima volta nel 1231 come Trowenstein, ovvero dei resti visibili dello scomparso Castello di Treuenstein (o Troyenstein, ted: Burg Treuenstein), costruito dall'omonima famiglia sui resti di una struttura difensiva preesistente, ma di cui non si è riusciti a stabilire la data di costruzione. Nel 1497, in un documento di Massimiliano I, compare per la prima volta la denominazione zum Scheyblingen turn (torre rotonda) per il singolare mastio di castel Treuenstein.
Adiacente alla torre si trova la cappella di Sant'Osvaldo (Oswaldkapelle), anch'essa duecentesca.
Nel 1862 il proprietario di allora, Karl Pieschl di Berlino, fece costruire, su disegno dell'architetto civico di Bolzano, Sebastian Altmann, il maniero in stile Tudor che si erge presumibilmente sui resti dell'ex castello.